# تیم (فیلم)
تیم (به انگلیسی: Tim) فیلمی استرالیایی محصول سال ۱۹۷۹ و به کارگردانی مایکل پتی است. در این فیلم بازیگرانی همچون پایپر لوری، مل گیبسون، آلوین کورتس و پت اویسون ایفای نقش کرده‌اند.